# Lods
Ne doit pas être confondu avec Lodes.
Pour les articles homonymes, voir Lods (homonymie).
Lods est une commune française située dans le département du Doubs, la région culturelle et historique de Franche-Comté et la région administrative Bourgogne-Franche-Comté. Elle est classée parmi les plus beaux villages de France.
Les habitants de la commune sont les Lodois et Lodoises.

## Toponymie
Los en 1189 ; Loz en 1256 ; Lost en 1371.
Lods, qui se prononce « lo », provient d'un nom masculin pluriel datant du XIIIe siècle, « los ». Il est issu du latin laus, qui signifie « éloge », « honneur », désignant en latin médiéval une somme versée au seigneur.
En droit féodal, on le retrouve uniquement dans l'expression « Lods et ventes » pour désigner la redevance due au seigneur lors de la vente d'une partie du territoire sur lequel s'étendaient ses droits.
L'ancienne orthographe de ce nom, tel qu'il apparait sur les cartes de Cassini par exemple, était « Lodtz »

## Géographie
Le village est situé au cœur du département du Doubs, à environ 37 kilomètres au sud-est de Besançon. Il s'inscrit dans la vallée de la Loue, entre les villages de Vuillafans (4 km en aval) et de Mouthier-Haute-Pierre (2 km en amont).
Il est construit à flanc de montagne, sur la rive droite de la Loue avec, dans le haut, les anciennes maisons de vignerons qui s’accrochent à la pente et sont regroupées autour de l’église, dans le bas, les moulins et forges sur la Loue avec les multiples barrages.
Cela en fait un village très pittoresque qui mérite bien les 2 labels : « Plus beaux villages de France» et « Cités de Caractère de Bourgogne-Franche-Comté». 

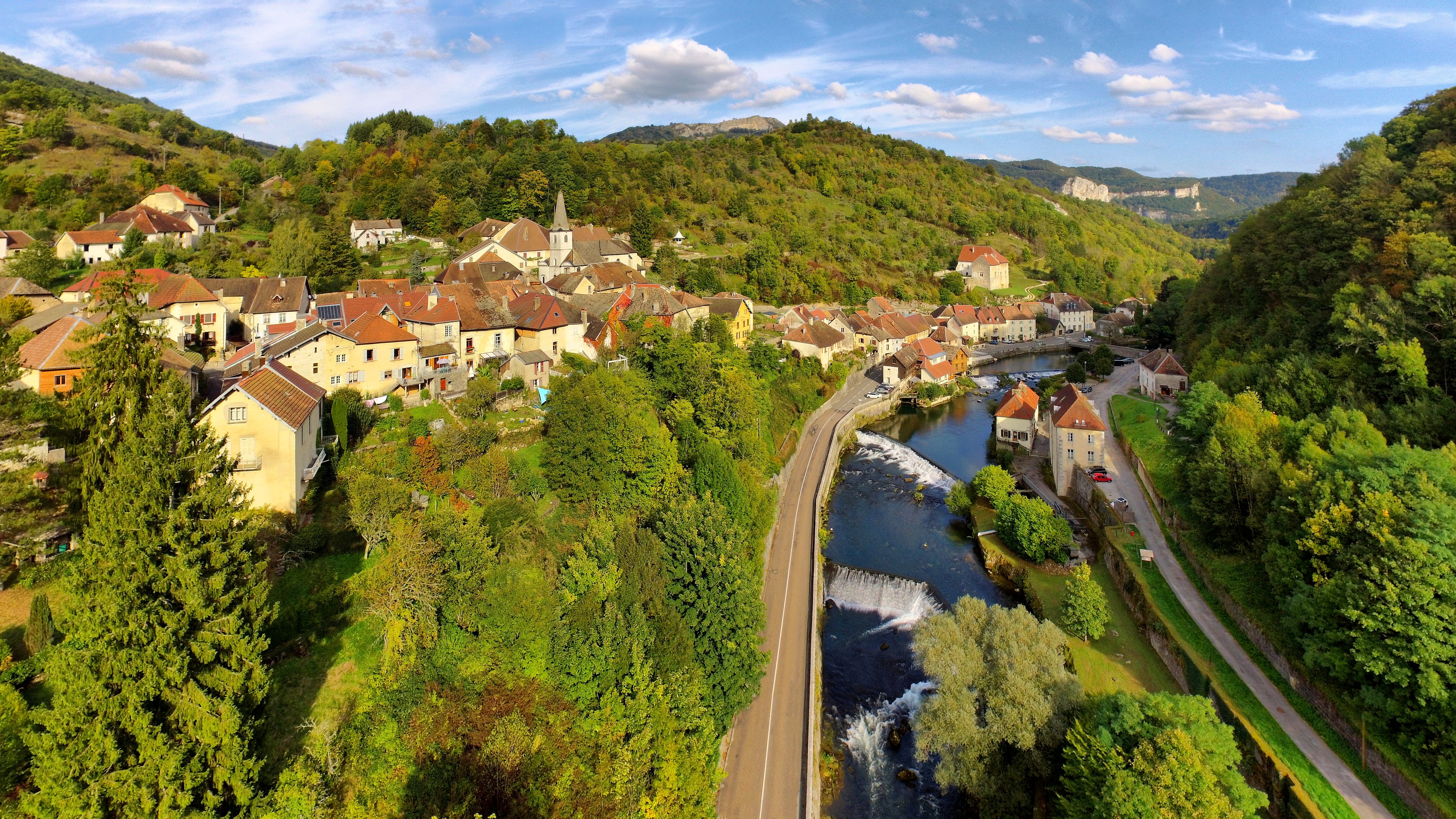
Vue générale du village dans la vallée de la Loue.

### Voies de communication et transports

#### Voies routières
Le village est situé à l'intersection de:
- la route touristique D 67, reliant Besançon à Pontarlier par la vallée de la Loue, en suivant le cours de cette rivière entre Ornans et sa source,
- la route départementale D 32, grossièrement perpendiculaire, traversant la vallée pour relier le plateau d'Amancey (au sud) au plateau du Valdahon (au nord)

#### Transport ferroviaire
Les gares les plus proches sont à Besançon (37 km au nord-ouest), Pontarlier (23 km au sud-est) et le Valdahon (15 km au nord).
Historiquement, Lods était le terminus d’une ligne qui descendait du plateau de Valdahon pour desservir les bourgades de la vallée de la Loue (Ornans, Montgesoye, Vuillafans et Lods). De cette ligne, qui n'est plus exploitée depuis 1953, subsistent quelques ouvrages d’art, en particulier le viaduc sur la Brême et de nombreux tunnels. Les voies ferrées ont été supprimées mais le ballast et les ouvrages d’art maintenus constituent aujourd’hui un chemin de randonnée apprécié, situé sur la rive gauche de la Loue.
Plus en aval, cette ancienne voie a été aménagée en véloroute entre Ornans et L'Hôpital-du-Grosbois (13 km).

#### Transports en commun
Le village de Lods est desservi plusieurs fois par jour par la ligne d’autocars reliant Besançon à Pontarlier par la vallée de la Loue.

### Climat
Pour des articles plus généraux, voir Climat de la Bourgogne-Franche-Comté et Climat du Doubs.
En 2010, le climat de la commune est de type climat de montagne, selon une étude du Centre national de la recherche scientifique s'appuyant sur une série de données couvrant la période 1971-2000. En 2020, Météo-France publie une typologie des climats de la France métropolitaine dans laquelle la commune est exposée à un climat de montagne ou de marges de montagne et est dans la région climatique  Jura, caractérisée par une forte pluviométrie en toutes saisons (1 000 à 1 500 mm/an), des hivers rigoureux et un ensoleillement médiocre. 
Pour la période 1971-2000, la température annuelle moyenne est de 10,2 °C, avec une amplitude thermique annuelle de 17,5 °C. Le cumul annuel moyen de précipitations est de 1 346 mm, avec 12,7 jours de précipitations en janvier et 10,6 jours en juillet. Pour la période 1991-2020, la température moyenne annuelle observée sur la station météorologique de Météo-France la plus proche, « Épenoy », sur la commune d'Épenoy à 13 km à vol d'oiseau, est de 9,2 °C et le cumul annuel moyen de précipitations est de 1 363,0 mm. 
La température maximale relevée sur cette station est de 36,4 °C, atteinte le 7 août 2003 ; la température minimale est de −18,8 °C, atteinte le 5 février 2012,,. 
Les paramètres climatiques de la commune ont été estimés pour le milieu du siècle (2041-2070) selon différents scénarios d'émission de gaz à effet de serre à partir des nouvelles projections climatiques de référence DRIAS-2020. Ils sont consultables sur un site dédié publié par Météo-France en novembre 2022.

## Urbanisme

### Typologie
Au 1er janvier 2024, Lods est catégorisée commune rurale à habitat dispersé, selon la nouvelle grille communale de densité à 7 niveaux définie par l'Insee en 2022.
Elle est située hors unité urbaine. Par ailleurs la commune fait partie de l'aire d'attraction de Pontarlier, dont elle est une commune de la couronne,. Cette aire, qui regroupe 54 communes, est catégorisée dans les aires de moins de 50 000 habitants,.

### Occupation des sols
L'occupation des sols de la commune, telle qu'elle ressort de la base de données européenne d’occupation biophysique des sols Corine Land Cover (CLC), est marquée par l'importance des forêts et milieux semi-naturels (68,4 % en 2018), en diminution par rapport à 1990 (78,6 %). La répartition détaillée en 2018 est la suivante : 
forêts (67,4 %), zones agricoles hétérogènes (23,9 %), prairies (7,6 %), milieux à végétation arbustive et/ou herbacée (1,1 %). L'évolution de l’occupation des sols de la commune et de ses infrastructures peut être observée sur les différentes représentations cartographiques du territoire : la carte de Cassini (XVIIIe siècle), la carte d'état-major (1820-1866) et les cartes ou photos aériennes de l'IGN pour la période actuelle (1950 à aujourd'hui).

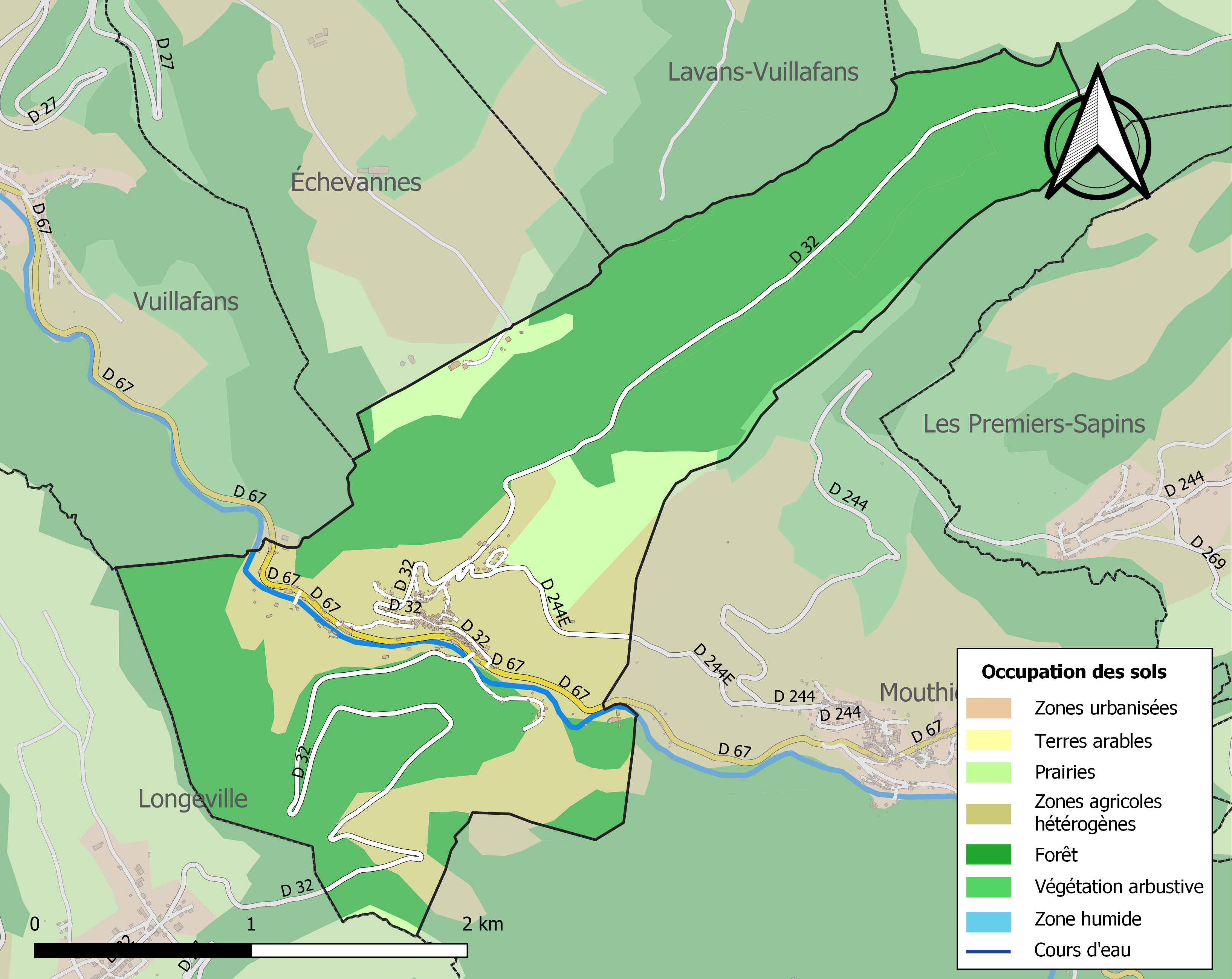
Carte des infrastructures et de l'occupation des sols de la commune en 2018 (CLC).

## Héraldique
| Blason de Lods | Blason  | Écartelé au 1) d’or fretté de sable, au 2) de gueules à la roue de moulin d’o, accompagnée en pointe d’une onde d’argent au 3) de gueules à la grappe de raisin d’or, tigée et feuillée de sinople, au 4) aux trois bandes de sable, au chef du même chargé de trois croissants du champ. |
| Blason de Lods | Détails | Le statut officiel du blason reste à déterminer. |

## Politique et administration
| Période                                  | Période                   | Identité                                               | Étiquette | Qualité  |
| ---------------------------------------- | ------------------------- | ------------------------------------------------------ | --------- | -------- |
| 2001                                     | En cours (au 31 mai 2020) | Jean-Michel Lièvremont, Réélu pour le mandat 2020-2026 | DVG       | Retraité |
| Les données manquantes sont à compléter. |                           |                                                        |           |          |

## Population et société

### Démographie
L'évolution du nombre d'habitants est connue à travers les recensements de la population effectués dans la commune depuis 1793. Pour les communes de moins de 10 000 habitants, une enquête de recensement portant sur toute la population est réalisée tous les cinq ans, les populations de référence des années intermédiaires étant quant à elles estimées par interpolation ou extrapolation. Pour la commune, le premier recensement exhaustif entrant dans le cadre du nouveau dispositif a été réalisé en 2007.

En 2022, la commune comptait 244 habitants, en évolution de +10,41 % par rapport à 2016 (Doubs : +1,88 %, France hors Mayotte : +2,11 %).
| 1793 | 1800 | 1806 | 1821 | 1831 | 1836  | 1841  | 1846  | 1851  |
| ---- | ---- | ---- | ---- | ---- | ----- | ----- | ----- | ----- |
| 808  | 810  | 818  | 867  | 912  | 1 128 | 1 125 | 1 135 | 1 142 |

| 1856  | 1861  | 1866  | 1872  | 1876  | 1881  | 1886  | 1891 | 1896 |
| ----- | ----- | ----- | ----- | ----- | ----- | ----- | ---- | ---- |
| 1 229 | 1 351 | 1 431 | 1 348 | 1 140 | 1 155 | 1 086 | 939  | 942  |

| 1901 | 1906 | 1911 | 1921 | 1926 | 1931 | 1936 | 1946 | 1954 |
| ---- | ---- | ---- | ---- | ---- | ---- | ---- | ---- | ---- |
| 875  | 876  | 826  | 629  | 575  | 500  | 468  | 428  | 465  |

| 1962 | 1968 | 1975 | 1982 | 1990 | 1999 | 2006 | 2007 | 2012 |
| ---- | ---- | ---- | ---- | ---- | ---- | ---- | ---- | ---- |
| 342  | 380  | 338  | 337  | 284  | 271  | 251  | 248  | 227  |

| 2017 | 2022 | - | - | - | - | - | - | - |
| ---- | ---- | - | - | - | - | - | - | - |
| 219  | 244  | - | - | - | - | - | - | - |

Le village de Lods a connu son apogée aux alentours de 1860. Il comptait alors plus de 1400 habitants. Depuis, il décline doucement mais régulièrement.

### Cultes
La commune dispose d'un seul lieu de culte de confession catholique, l'église Saint-Théodule. Au sein du diocèse de Besançon, le doyenné des Premiers Plateaux regroupe cinq unités pastorales (paroisses) dont celle de la Haute Vallée de la Loue à laquelle appartient Lods.

## Lieux et monuments
Lods bénéficie du label de Cité de Caractère de Bourgogne-Franche-Comté.
- Le Château de Lods, maison forte du XIVe siècle,  Inscrit MH (2003)
- De très nombreux édifices inscrits à l'Inventaire général du patrimoine culturel[23] :
  - l'église paroissiale Saint-Théodule : construite de 1733 à 1736 par l'architecte bisontin Jean-Pierre Galezot;
  - les Forges de Lods : ancienne tréfilerie et usine de quincaillerie (clouterie) construites à partir de 1760;
  - l'atelier de taillanderie construit en 1822, aujourd'hui hôtel de voyageurs;
  - la mairie-école construite en 1844 sur les plans de l'architecte Deveille;
  - l'ancien relais de Poste construit de 1749 à 1750;
  - une dizaine de maisons de vignerons principalement du XVIIIe siècle;
  - la tuilerie du Schiste créée en 1860 et devenue ensuite une scierie;
  - plusieurs moulins sur la Loue;
  - l'oratoire Notre-Dame-des-Forges : édifié en 1787 par le directeur des Forges de Lods;
  - l'oratoire de chemin dit Notre-Dame-du-Rebrais;
  - l'arche du vieux pont sur la Loue du XVIe siècle;
  - deux fontaines du XIXe siècle.
- Le Musée de la vigne et du vin
- La vallée de la Loue et ses nombreux barrages.

Images
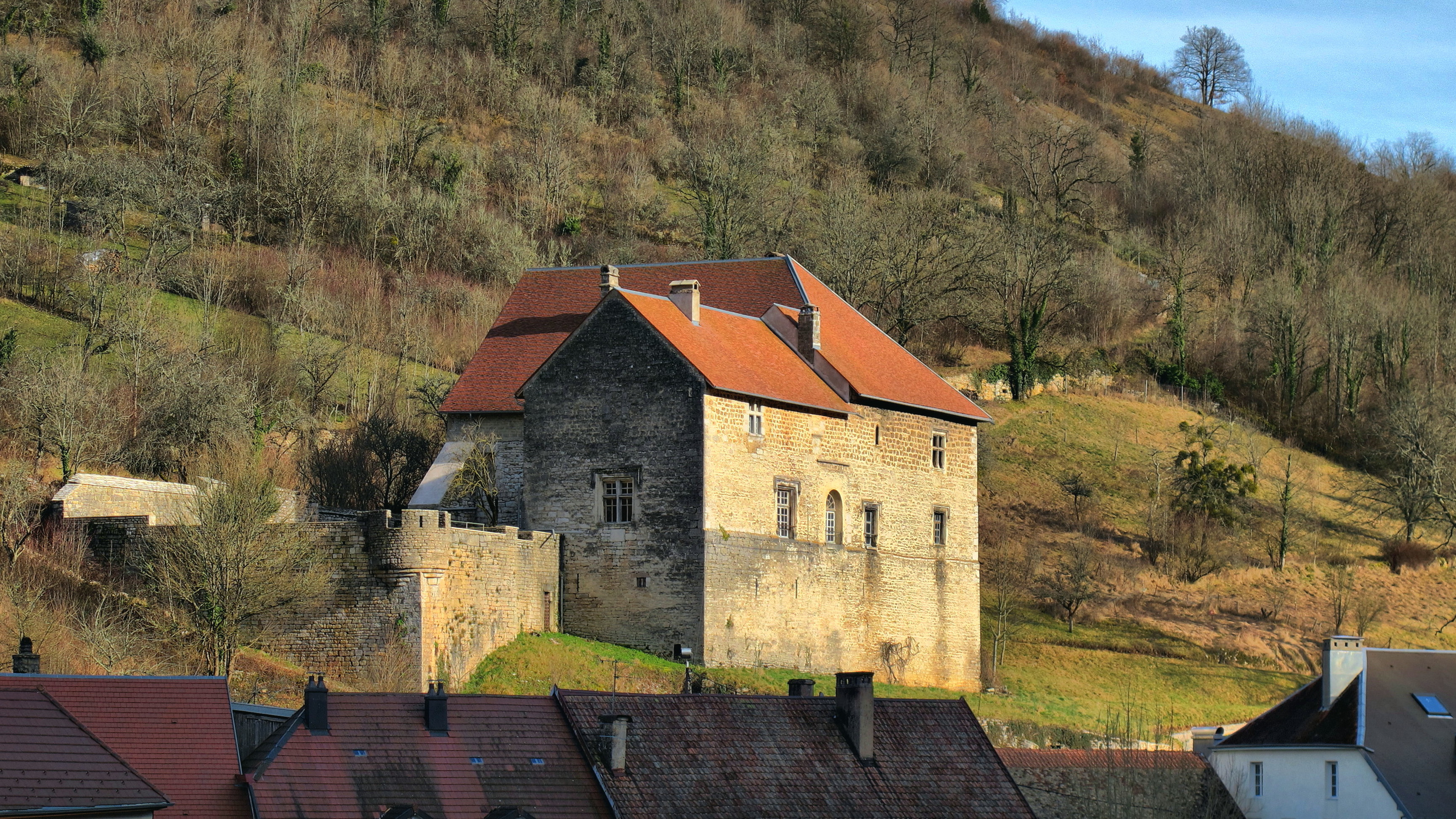
Château.
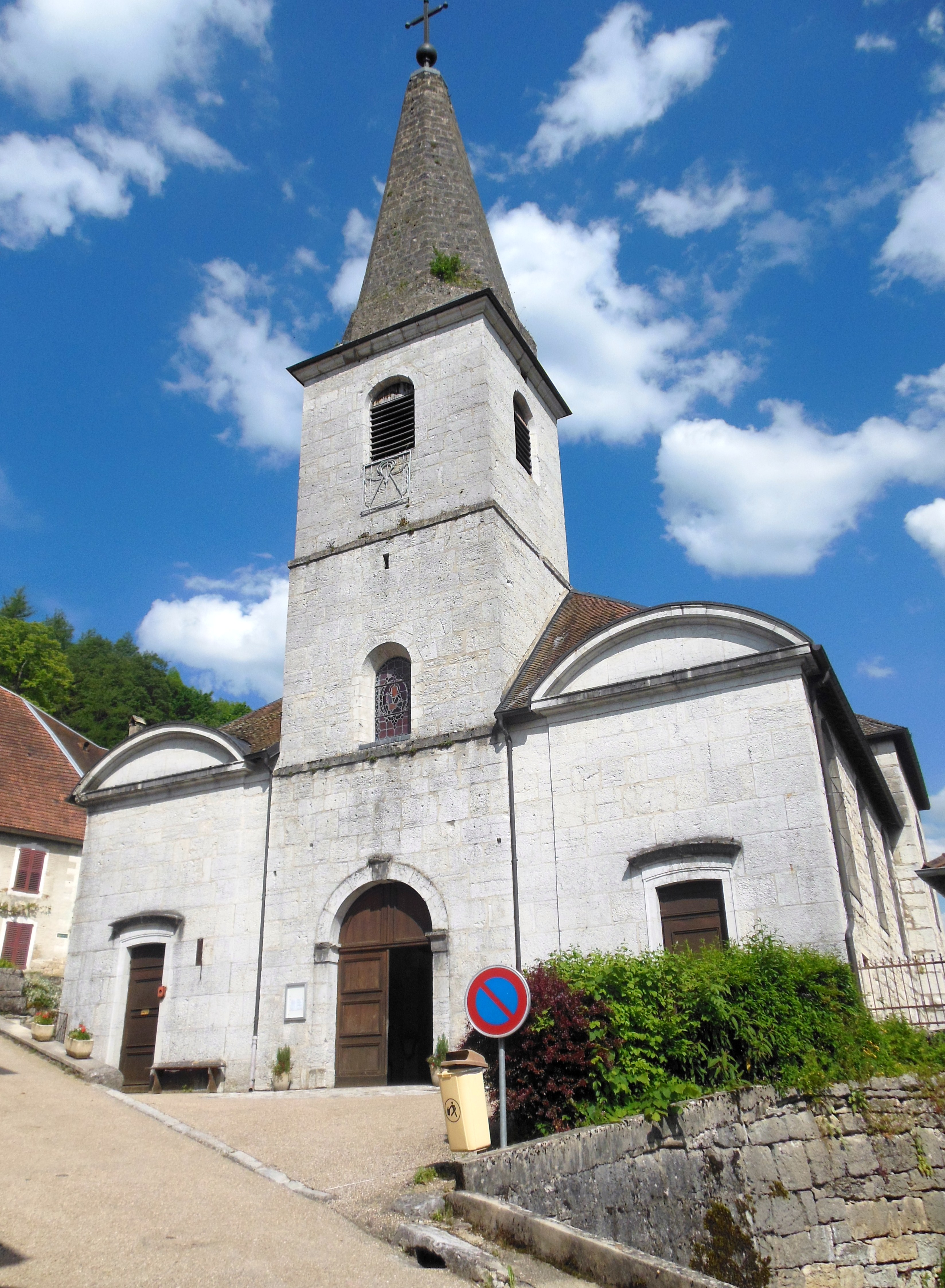
Église Saint-Théodule.
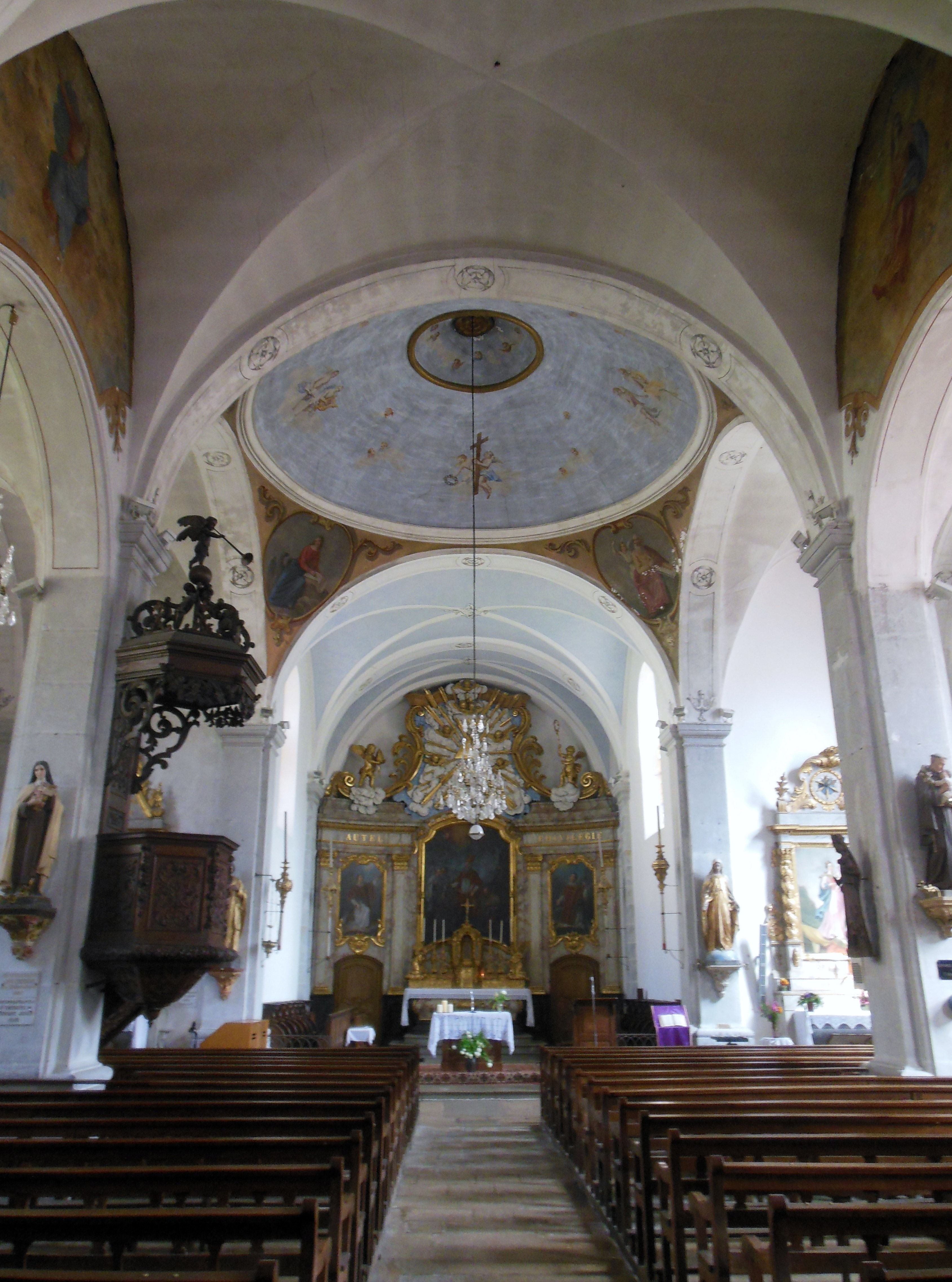
Église Saint-Théodule, nef et chœur.
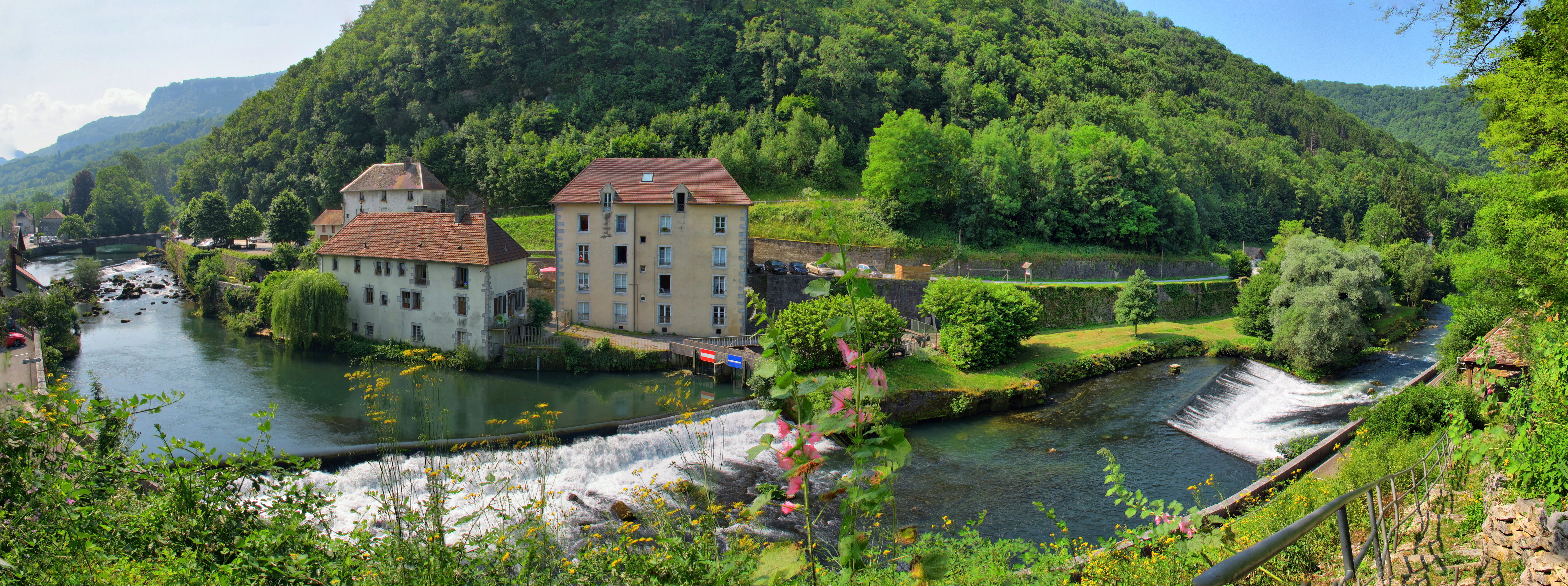
Les anciennes forges du haut et leurs barrages.

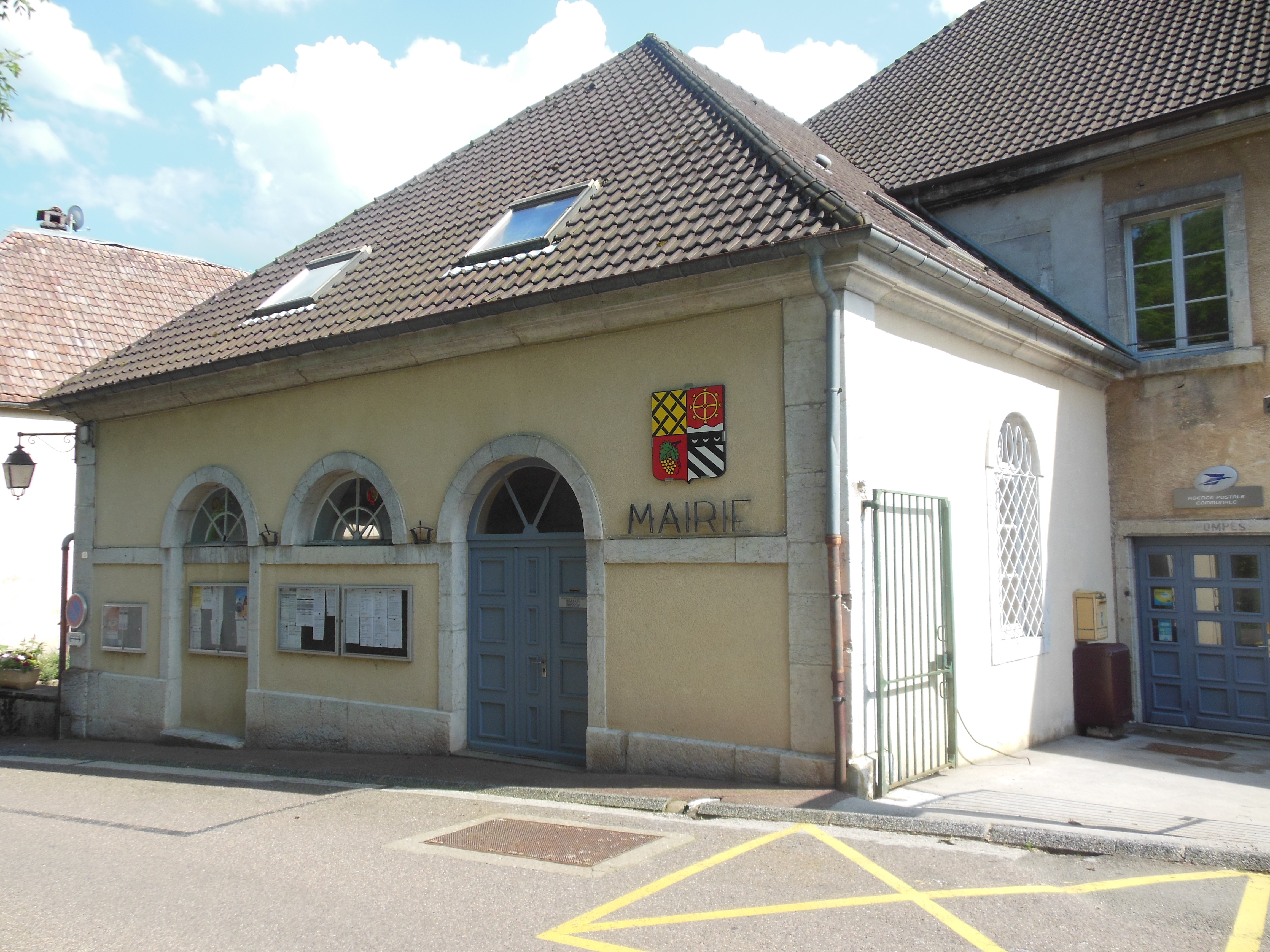
Mairie.
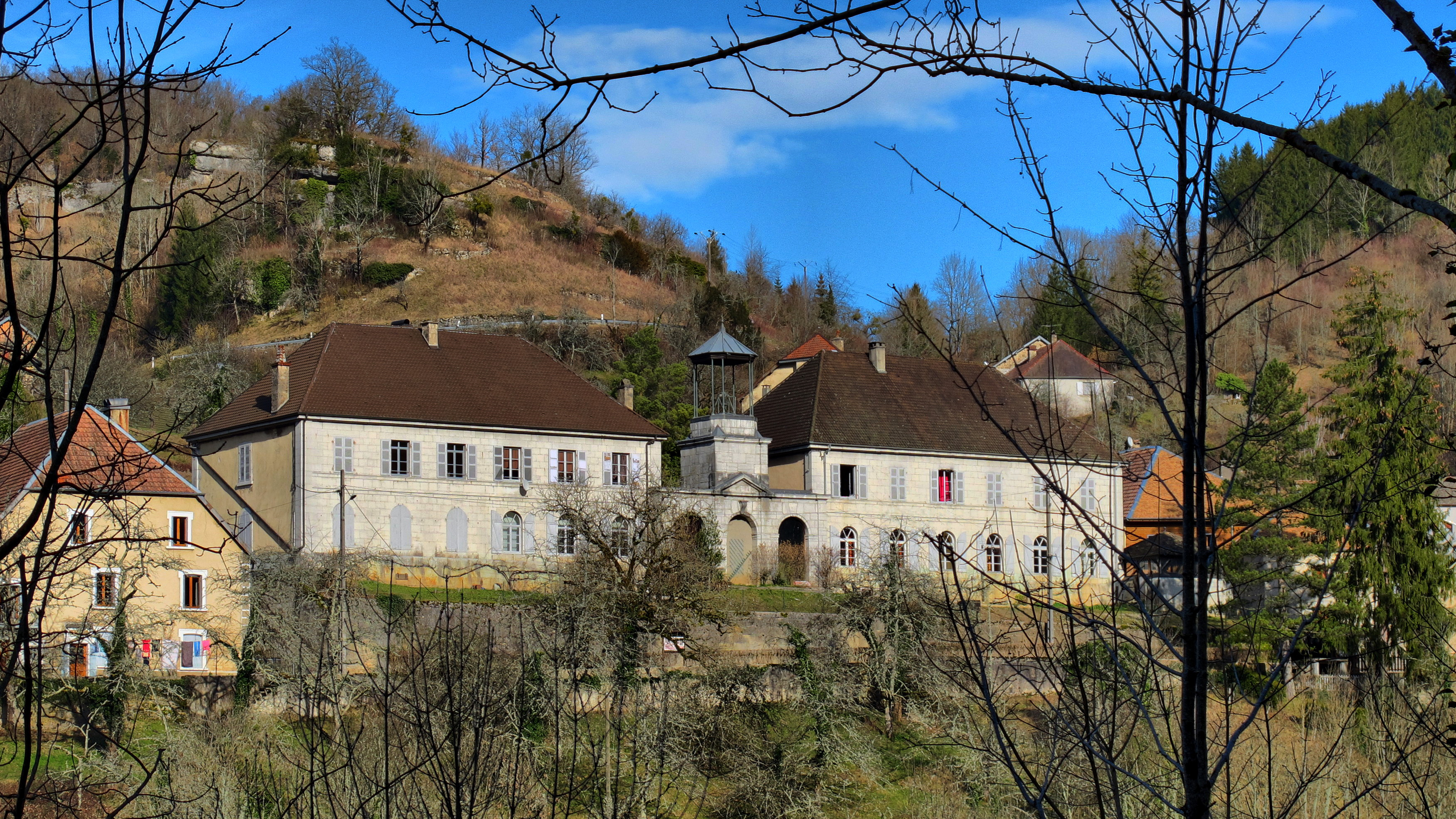
La mairie-école.
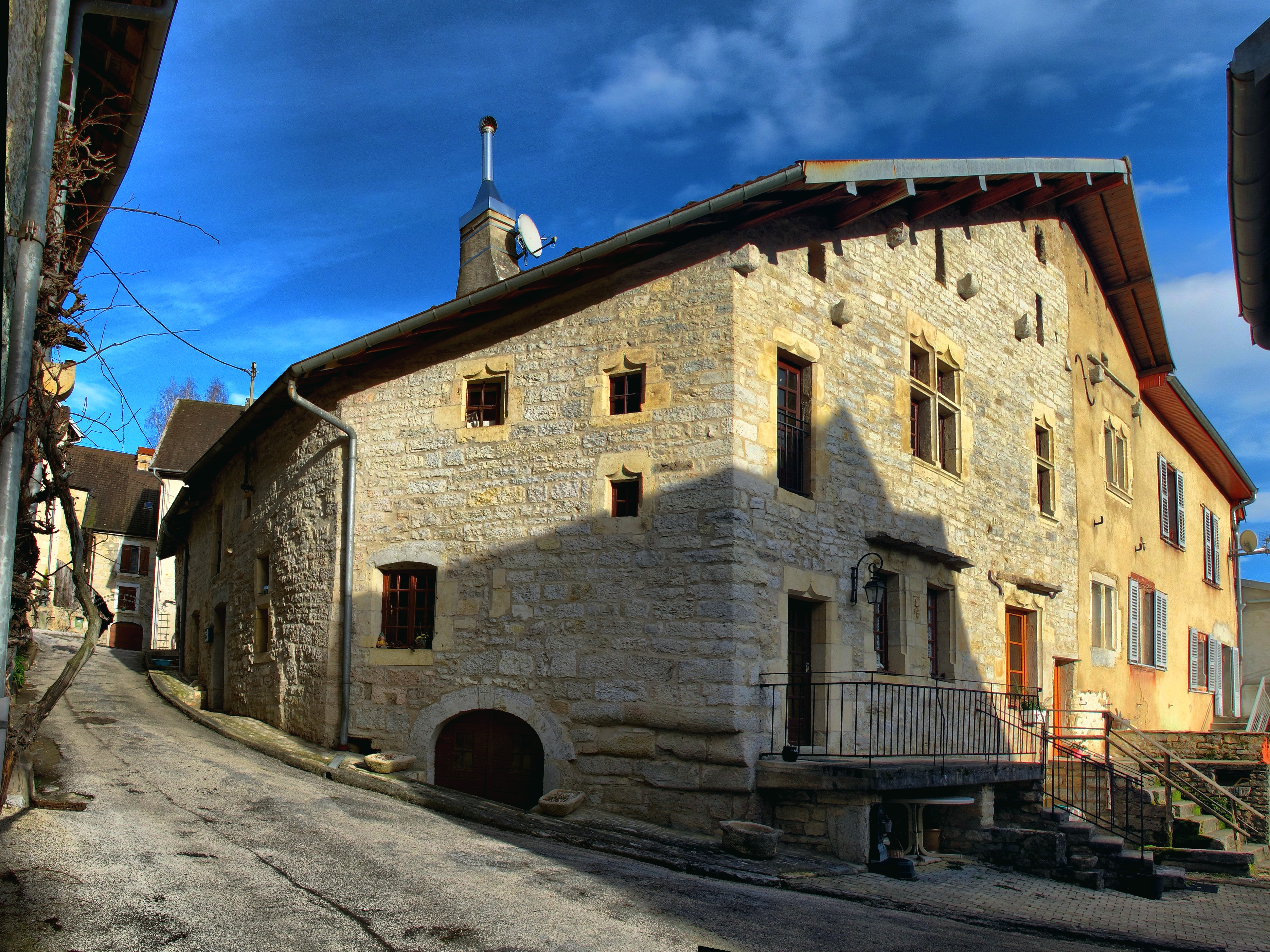
Une maison vigneronne.
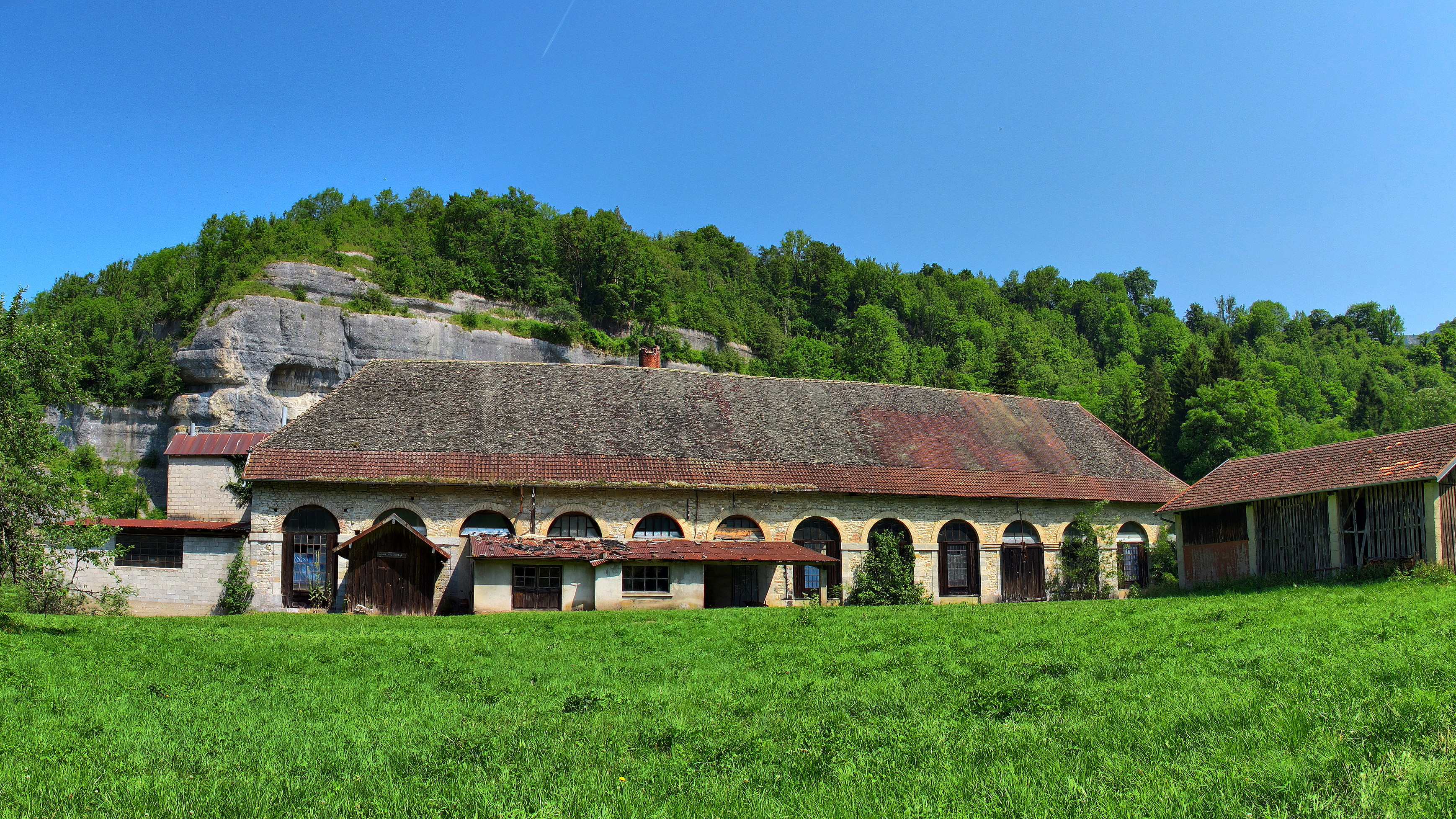
La tuilerie du Schiste.

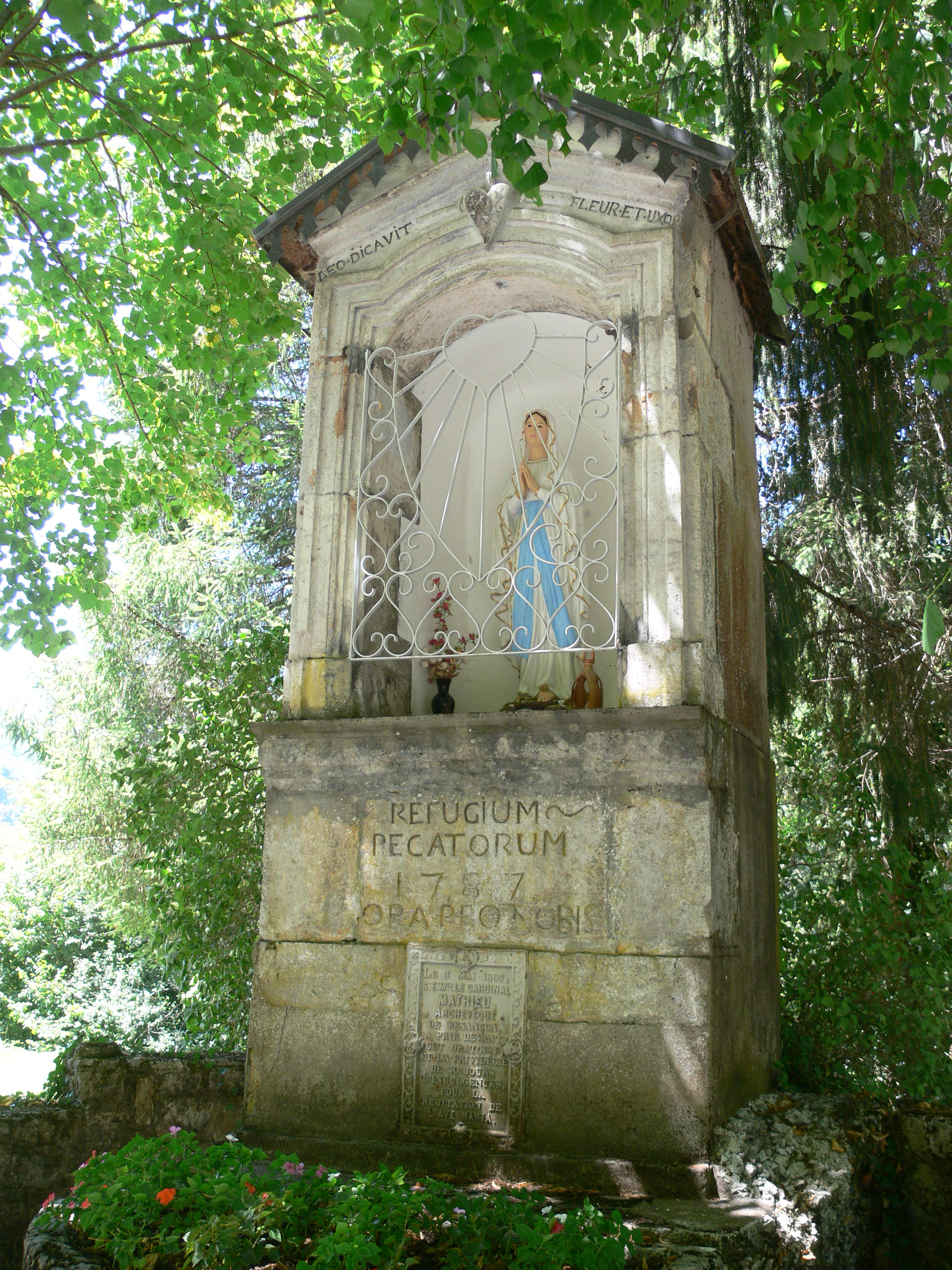
L'oratoire Notre-Dame des Forges.
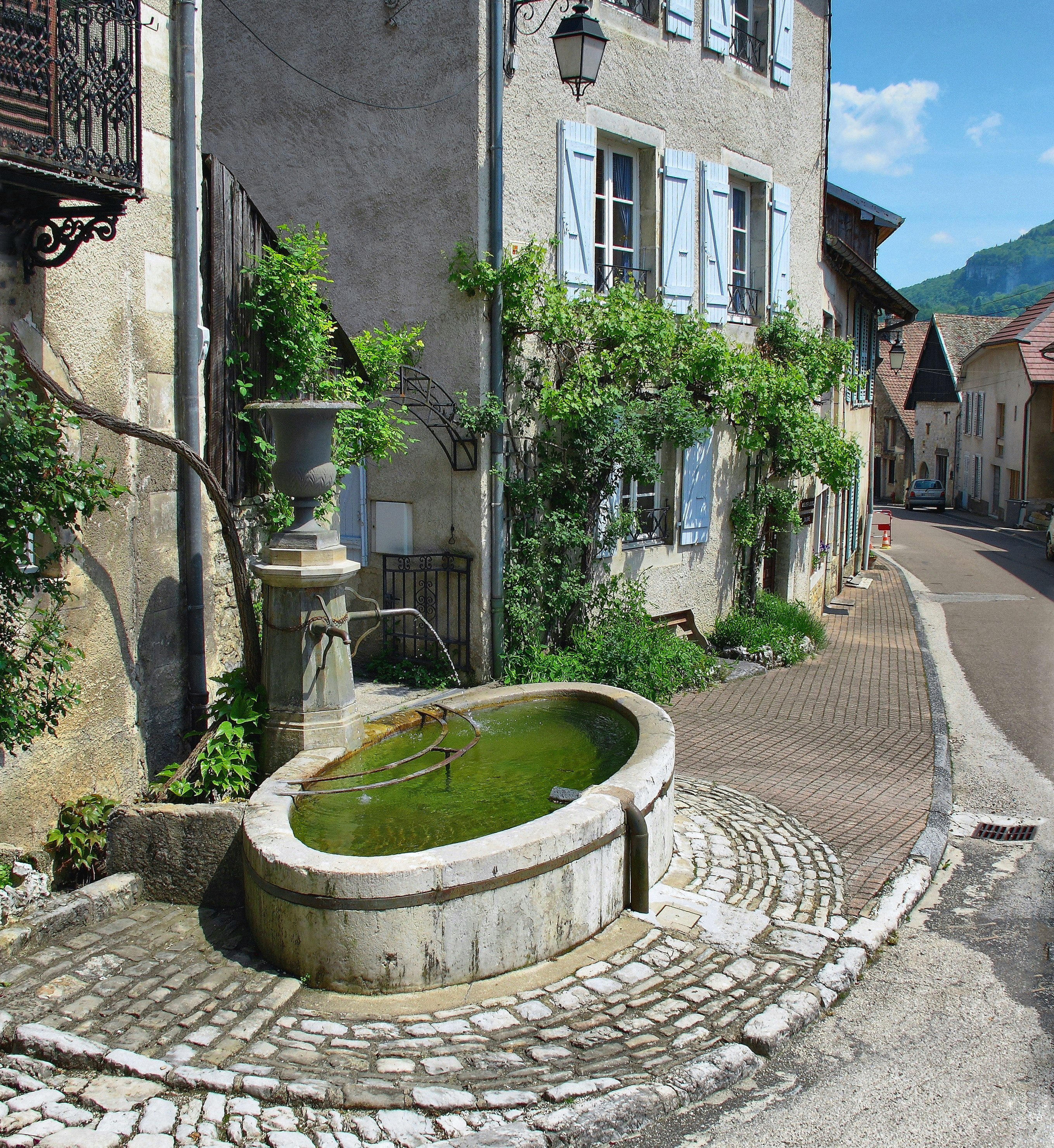
La fontaine du haut.
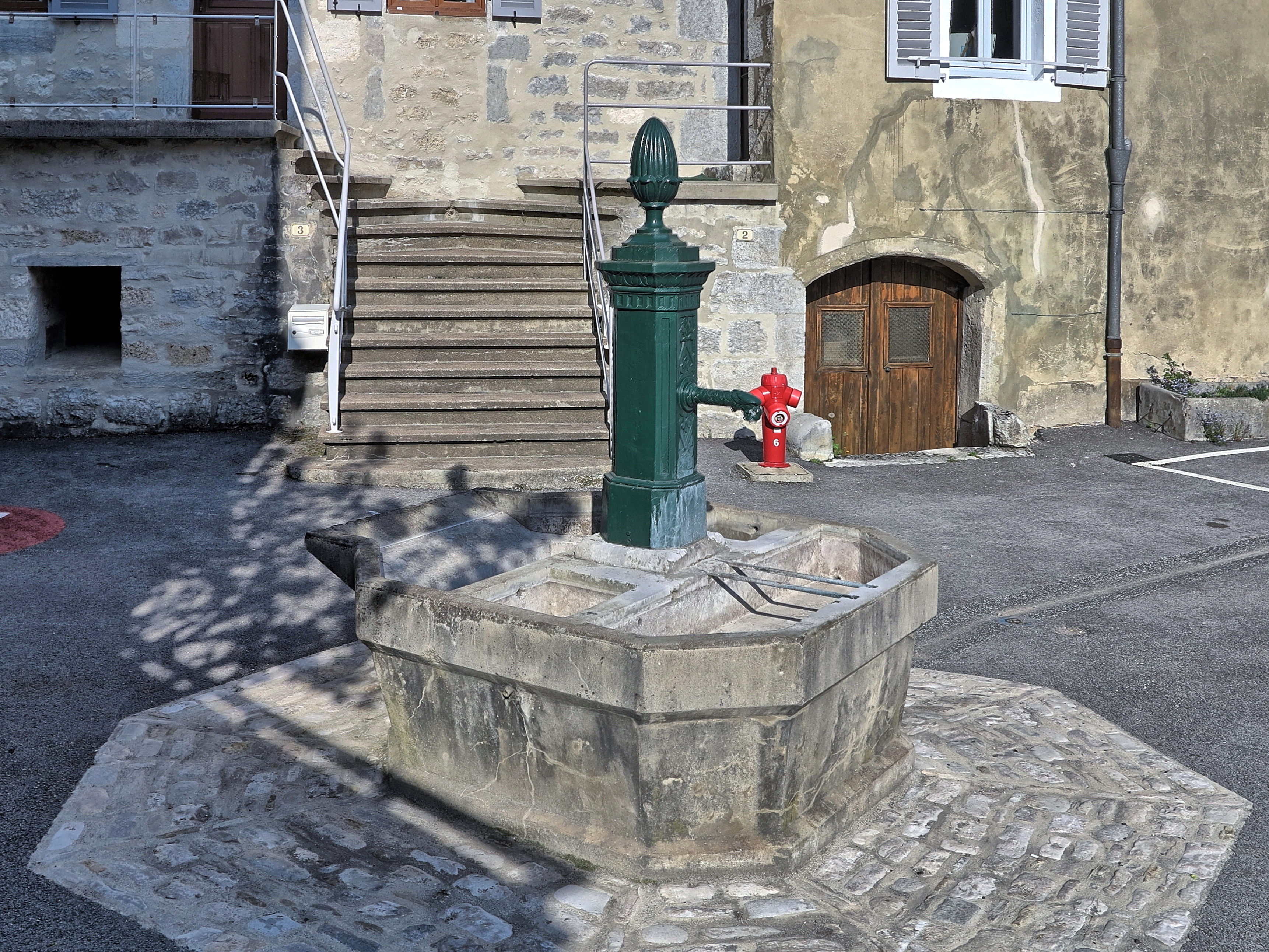
La fontaine du bas.
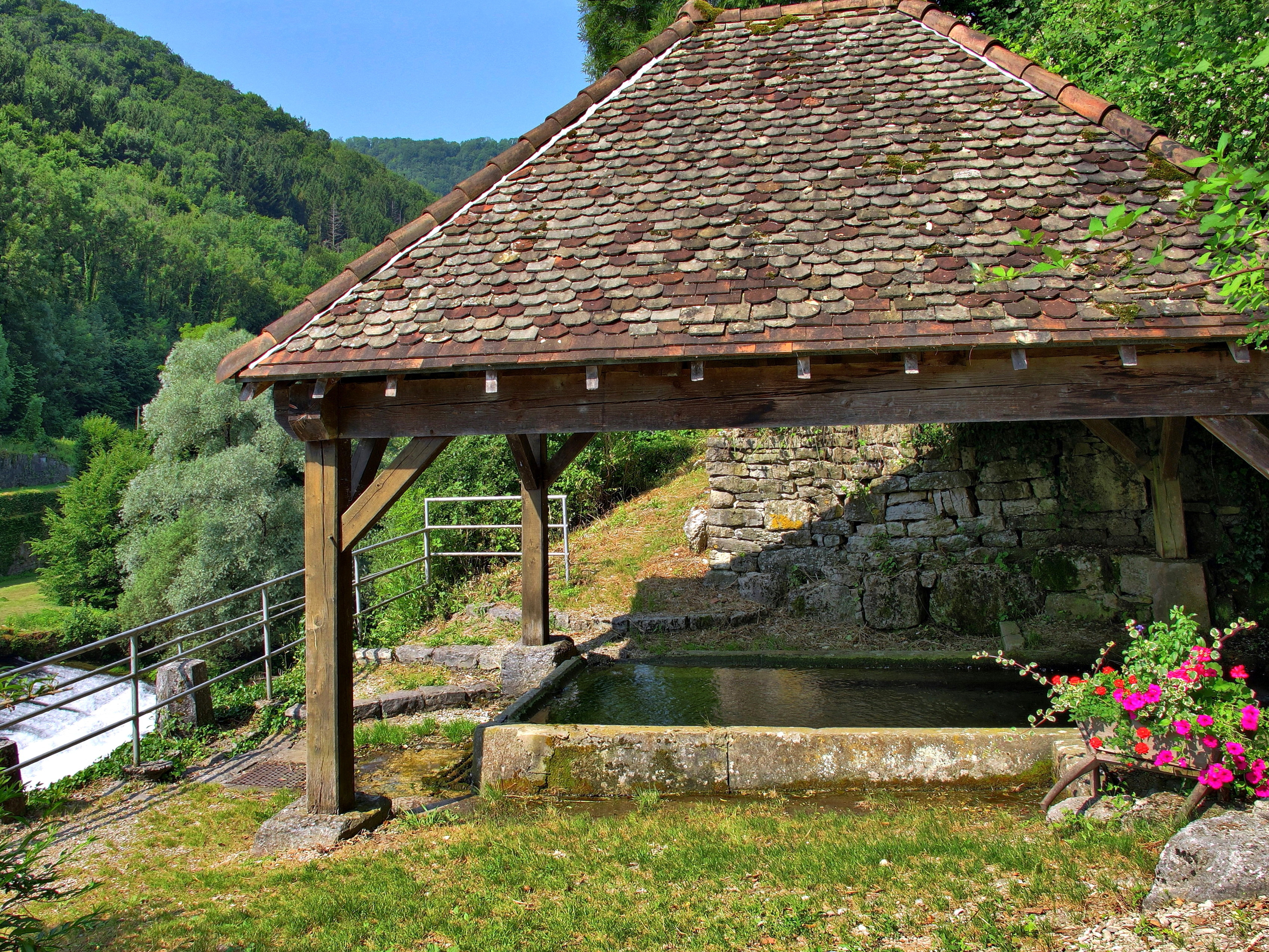
Lavoir.
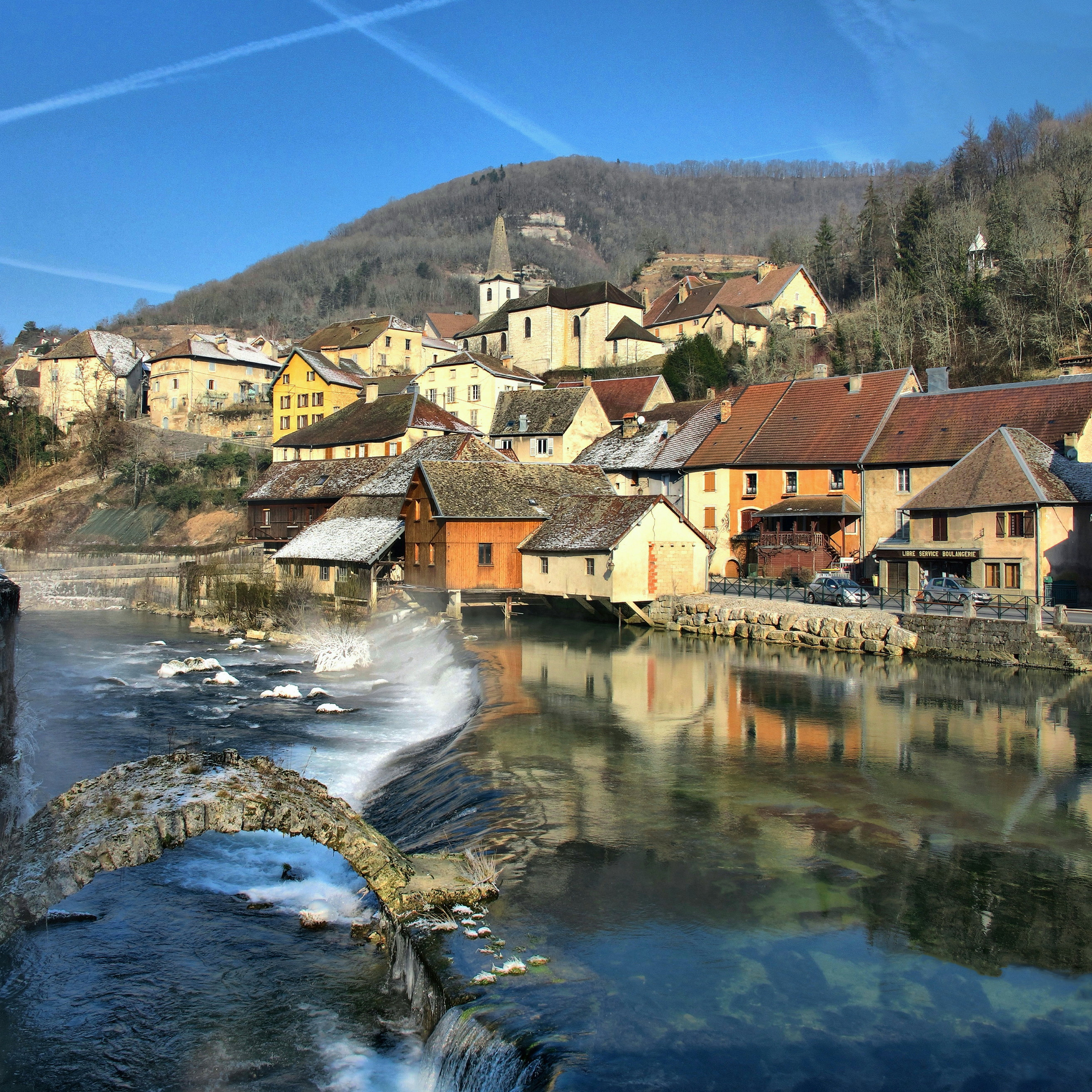
L'arche du vieux pont sur la Loue.

## Personnalités liées à la commune
- Georges Reverbori, homme politique français né le 21 mai 1907 à Lods, décédé en 1992.
- La philosophe et académicien Jean-Luc Marion  passe une partie de l'été en famille à Lods[24].
- Le peintre Joseph-Ferdinand Lancrenon, né à Lods en 1794.